# Верхняя Домашка
Верхняя Домашка — село в Нефтегорском районе Самарской области. Входит в состав сельского поселения Дмитриевка.

## История
В 1973 г. Указом Президиума ВС РСФСР поселок совхоза имени Куйбышева переименован в Верхняя Домашка.

## Население
| 2010 |
| ---- |
| 290  |